# Ritmerk
Ritmerk este o localitate din comuna Ormož, Slovenia, cu o populație de 54 de locuitori.